# Newfoundland and Labrador Census Division No. 9
Die Census Division No. 9 ist eine Verwaltungseinheit in der kanadischen Provinz Neufundland und Labrador.
Die Census Division No. 9 befindet sich im Nordwesten der Insel Neufundland und erstreckt sich über die Great Northern Peninsula und den angrenzenden Süden. Sie hat eine Fläche von 13.527,12 km². Beim Zensus 2016 lebten dort 15.607 Einwohner. Beim Zensus 5 Jahre zuvor waren es noch 16.786.

## Gemeinden (Towns)
- Anchor Point
- Bellburns
- Bird Cove
- Conche
- Cook’s Harbour
- Cow Head
- Daniel’s Harbour
- Englee
- Flower’s Cove
- Glenburnie-Birchy Head-Shoal Brook
- Goose Cove East
- Hawke’s Bay
- Main Brook
- Norris Point
- Parson’s Pond
- Port Saunders
- Port au Choix
- Raleigh
- River of Ponds
- Rocky Harbour
- Roddickton-Bide Arm
- St. Anthony
- St. Lunaire-Griquet
- St. Pauls
- Sally’s Cove
- Trout River
- Woody Point